# The Lady Barber of Roaring Gulch
The Lady Barber of Roaring Gulch è un cortometraggio muto del 1912 diretto da Al Christie.

## Trama
Una ragazza che lavora come barbiere porta scompiglio in città: fa innamorare tutti gli uomini e fa ingelosire tutte le donne.

## Produzione
Il film fu prodotto dalla Nestor Film Company.

## Distribuzione
Distribuito dall'Universal Film Manufacturing Company, il film - un cortometraggio di una bobina - uscì nelle sale cinematografiche statunitensi il 25 ottobre 1912.